# Charlotte Cleverley-Bisman
Charlotte Cleverley-Bisman (Ilha Waiheke, 1 de outubro de 2003) é uma menina neozelandesa que se tornou famosa por protagonizar uma campanha de incentivo à vacinação contra a doença meningocócica depois de contrair a doença e sobreviver. Ela foi apelidada de "Miraculous Baby Charlotte". É considerada a menor bebê a ter sobrevivido a esta infecção grave e subsequente amputação dos quatro membros.